# GE Dash 8-39B
A GE Dash 8-39 B egy 4-tengelyes dízelmozdony, melyet a GE Transportation Systems épített. A Southern Pacific Railroad üzemelteti.

## Üzemeltetők
| Vasúttársaság                         | Mennyiség | Pályaszám                         | Megjegyzések  |
| ------------------------------------- | --------- | --------------------------------- | ------------- |
| Atchison, Topeka and Santa Fe Railway | 3         | 7400-7402                         |               |
| General Electric (demonstrator)       | 1         | 808                               | modell B39-8E |
| Locomotive Management Services (LMX)  | 102       | 8500-8599, 8503 (2nd), 8540 (2nd) |               |
| Southern Pacific Railroad             | 40        | 8000-8039                         |               |